# لمناوات
عَدَسِيَّات الماء أو اللمناوات (الاسم العلمي: Lemnoideae) هي أسرة من النباتات تتبع فصيلة اللوفية من الرتبة المزماريات. كانت هذه الأسرة تصنف كفصيلة منفصلة (اللمنية) قبل أن توضع ضمن اللوفية. تضم هذه الأسرة نباتات مائية. تستزرع هذه النباتات لتحويلها إلى طاقة حيوية.

## أجناس
- اللمنة (الاسم العلمي:Lemna)
- اللندولتية (الاسم العلمي:Landoltia)
- السبيرودلا (الاسم العلمي:Spirodela)
- الولفية (الاسم العلمي:Wolffia)
- الولفيالا (الاسم العلمي:Wolffiella)

## معرض صور

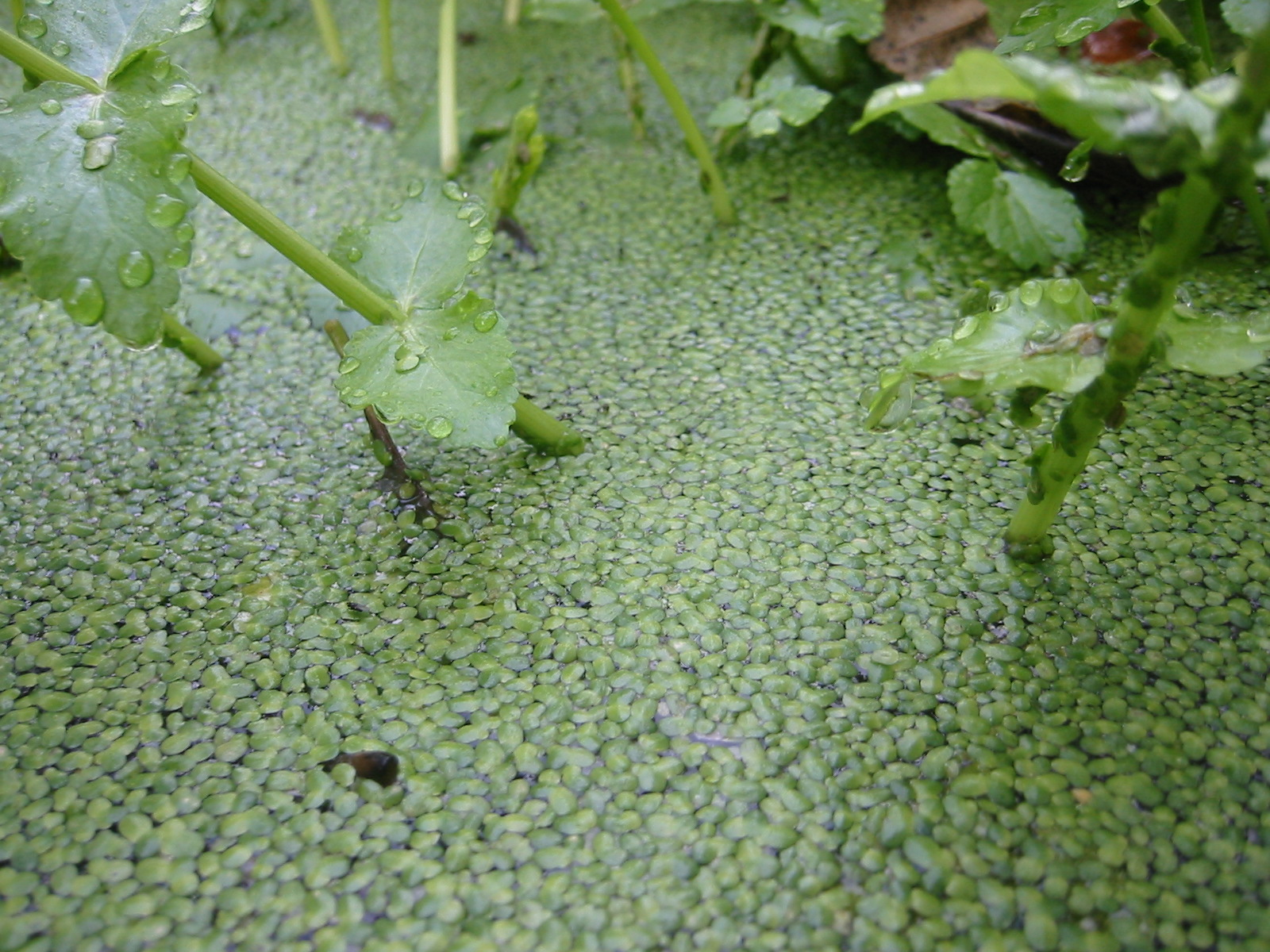
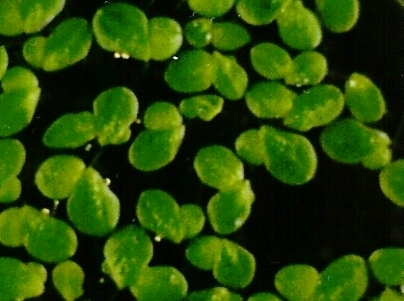
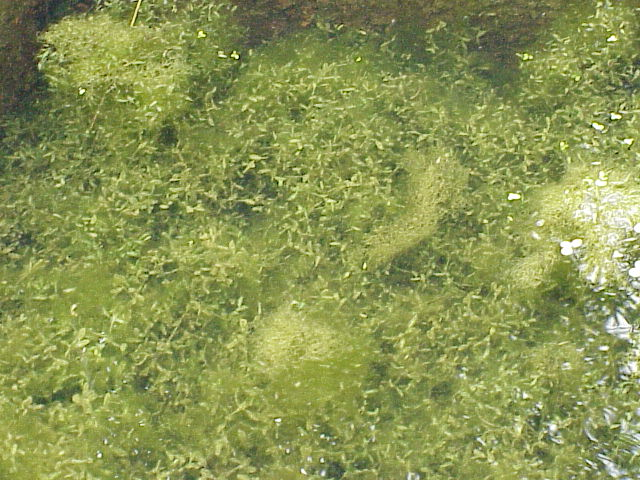
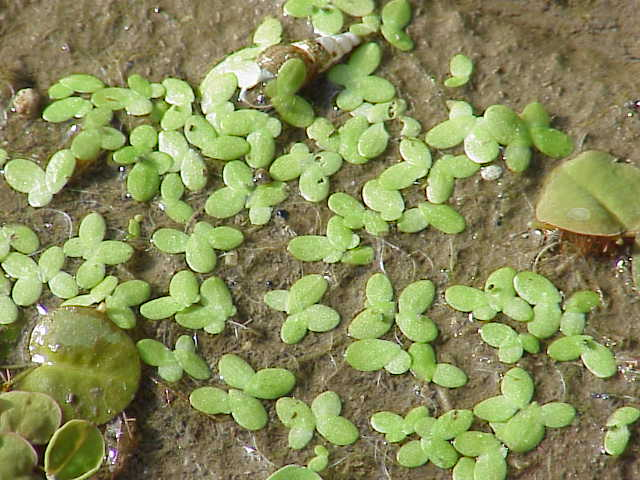